# Ali Jackson

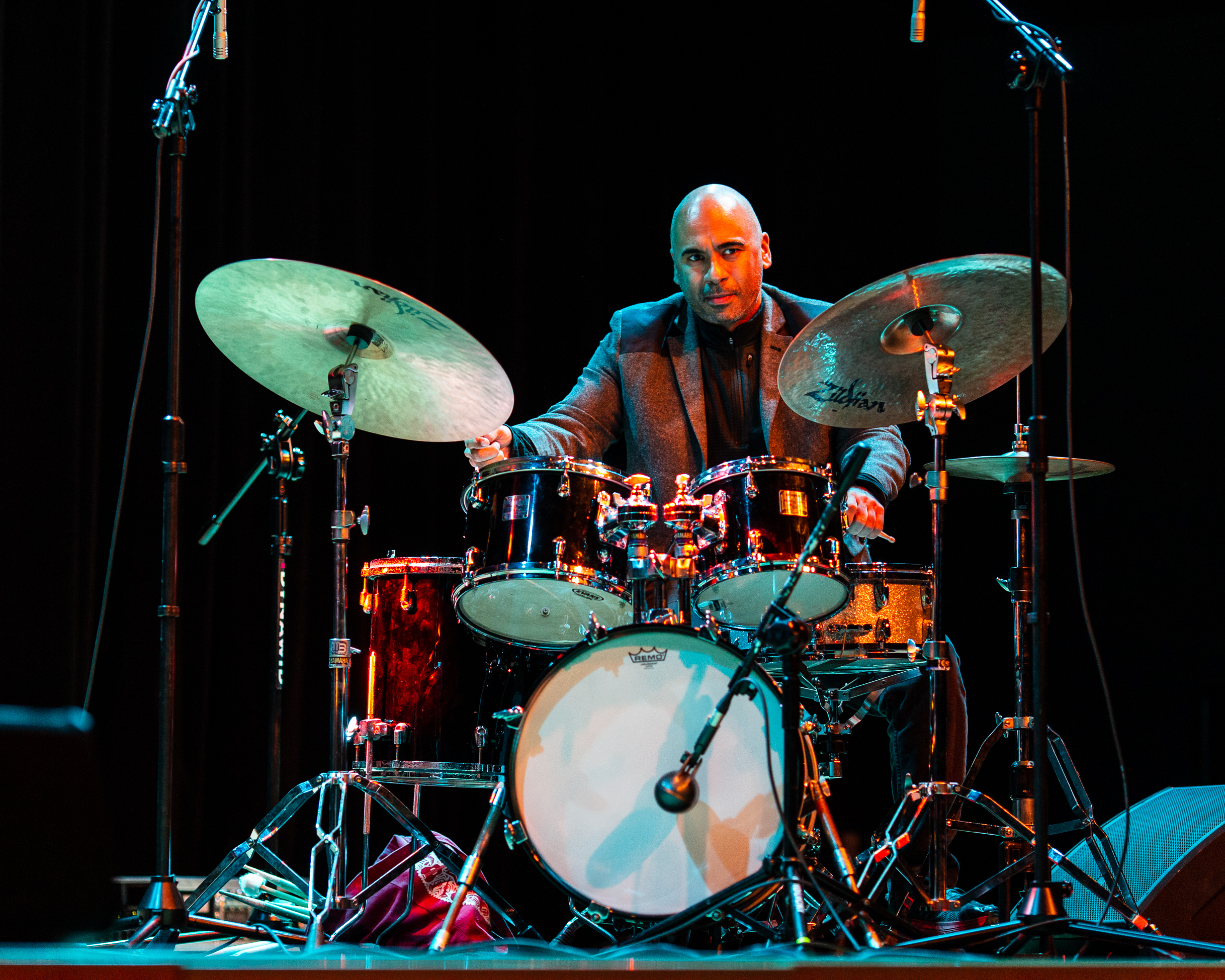
Ali Jackson (2019)

Ali Muhammad Jackson, Jr. (* 3. April 1976 in Detroit) ist ein amerikanischer Jazzmusiker (Schlagzeug, Komposition).

## Leben und Wirken
Jackson wuchs in einem musikalischen Haushalt auf; sein Vater war der Bassist Ali Jackson, Sr. Er begann im Alter von zwei Jahren Schlagzeug und im Alter von fünf Jahren Klavier zu spielen. Bereits mit acht Jahren spielte er auf Auftritten mit seinem Vater. 1993 absolvierte er seine Ausbildung an der Cass Tech High School in Detroit mit Auszeichnung. Dann studierte er an der New School University for Contemporary Music in New York City bei Max Roach und Elvin Jones und erwarb einen Bachelor-Abschluss in Musikkomposition. 1998 war er der erste Empfänger des Artserv Emerging Artist Award des Staates Michigan.
Bereits während seines Studiums gehörte er zu den Bands von Omer Avital, Gerald Albright, Rodney Kendrick, Russell Gunn, Marcus Roberts und Michael Heise; dann arbeitete er mit Dee Dee Bridgewater, Craig Handy, James Morrison, Jacky Terrasson, Buster Williams, George Benson, Elisabeth Kontomanou und Kurt Rosenwinkel.
Als Bandleader hat Jackson mehrere Alben veröffentlicht. Mit James Carter, Cyrus Chestnut und  Reginald Veal nahm er zudem das Album Gold Sounds auf, auf dem Songs der Indie-Alternative-Rock-Band Pavement neu interpretiert wurden. 2005 holte ihn Wynton Marsalis als Schlagzeuger zum Jazz at Lincoln Center Orchestra, mit dem er in den nächsten zehn Jahren auf zahlreichen Produktionen spielte und weltweit auf Tournee war. Mit dieser Formation trat er mit Künstlern wie Jon Batiste, Willie Nelson, Rubén Blades und Eric Clapton auf. Weiterhin arbeitete er im Quintett von Marsalis sowie mit Ryan Kisor, Joshua Redman, Anat Cohen, Faith Hill, Antonio Ciacca, Bobby McFerrin, Richard Galliano und KRS-One. Tom Lord verzeichnet 74 Aufnahmen zwischen 1994 und 2019. Auf der 2019 veröffentlichten Liste der Zeitschrift Rolling Stone der 100 besten Schlagzeuger wurde Jackson der neunte Platz zugesprochen.
Jackson ist auch als Komponist tätig; so schrieb er Living Grooves: A World in Jazz Rhythm für das Jazz at Lincoln Center Orchestra  und ein Ballett mit dem Titel r-Evolution, Dream für die Alvin Ailey Dance Company.

## Diskographische Hinweise
- Groove at Jazz en Tete (Blue Geodesics, 2000)
- James Carter, Cyrus Chestnut, Ali Jackson, Reginald Veal: Gold Sounds (Brown Brothers, 2005)
- Big Brown Get Down (BigWenzee Music, 2007)
- Wheelz Keep Rollin'  (BigWenzee Music, 2008)
- Aaron Goldberg, Ali Jackson, Omer Avital: Yes! (Sunnyside 2012)
- Amalgamations (Sunnyside, 2014)[4]
- Ali Jackson, Aaron Goldberg, Omer Avital: Groove du jour (Jazz & People 2019)